# William's Pride
William's Pride est le nom courant d'un cultivar de pommier domestique.

## Origine
Ce cultivar, issu de la recherche universitaire, a été obtenu aux États-Unis.

## Synonymes
- Coop23
- William's Pride Apple (littéralement: la pomme de William Pride)
- Williams Pride

## Description
- Couleur de la peau du fruit: rouge[1]
- Couleur des fleurs : blanches

## Parenté
Croisements multiples effectués par des universités américaines (PRI: Purdue, Rutgers et d'Illinois) pour sélectionner des variétés résistantes à la tavelure du pommier.

## Résistances et susceptibilités aux maladies
- tavelure : résistant[3].
- Mildiou : moyennement résistant